# Mitsubishi Montero Evolution
El Mitsubishi Montero Evolution es un automóvil de competición todoterreno basado en el Mitsubishi Montero normal.Ha sido especialmente diseñado para participar en los rally raid con el objetivo principal de ganar el Rally Dakar. Además de los producidos solo para uso en competición, Mitsubishi fabricó una versión legal para carretera entre 1997 y 1999 para homologar el Montero Evolution para la clase T2 del Rally Dakar. Se produjeron aproximadamente 2 500 ejemplos homologados para carretera legales.

## Versión de calle (V55W)
La versión legal para carretera del Montero Evolution se produjo entre 1997 y 1999. Se basó en el Montero de segunda generación, pero tenía muchas características exclusivas de este modelo. Se produjeron aproximadamente 2 500 unidades para homologar el tipo para la clase T2 basada en la producción del Rally Dakar. Estaba equipado con un motor DOHC V6 6G74 3.5 con 24 válvulas MIVEC y una admisión variable de doble llenado. Este motor producía 275 CV a 6 500 rpm. La carrocería era de dos puertas y con unos amplios pasos de rueda en los guardabarros, dos alerones traseros en forma de aleta, una toma de aire en el capó y varios elementos de estilo inspirados en las carreras. Se incluyeron faldillas antibarro y guardabarros para una protección adicional fuera de la carretera. La suspensión independiente de doble horquilla se utilizó en la parte delantera y la trasera montaba una suspensión independiente multibrazo exclusiva del Montero Evolution. La tracción 4x4 era estándar, con diferenciales Torsen delanteros y traseros.

## Historia de la competición
Con 12 victorias entre 1985 y 2007, es el coche que más veces ha ganado el Rally Dakar.

### Victorias en el Dakar
| N.º | Año  | Conductor            | Copiloto              |
| --- | ---- | -------------------- | --------------------- |
| 1   | 1985 | Patrick Zaniroli     | Francia Jean Da Silva |
| 2   | 1992 | Hubert Auriol        | Philippe Monnet       |
| 3   | 1993 | Bruno Saby           | Dominique Serieys     |
| 4   | 1997 | Kenjiro Shinozuka    | Henri Magne           |
| 5   | 1998 | Jean-Pierre Fontenay | Gilles Picard         |
| 6   | 2001 | Jutta Kleinschmidt   | Andreas Schulz        |
| 7   | 2002 | Hiroshi Masuoka      | Pascal Maimón         |
| 8   | 2003 | Hiroshi Masuoka      | Andreas Schulz        |
| 9   | 2004 | Stéphane Peterhansel | Jean-Paul Cottret     |
| 10  | 2005 | Stéphane Peterhansel | Jean-Paul Cottret     |
| 11  | 2006 | Luc Alphand          | Gilles Picard         |
| 12  | 2007 | Stéphane Peterhansel | Jean-Paul Cottret     |